# La Femme limace
La Femme limace (なめくじ少女, Namekuji no Shōjo) est un recueil de shōjo mangas de Junji Itō, prépubliés dans les magazines Monthly Halloween et Nemuki entre 1991 et 1995 puis publié par Asahi Sonorama en un volume relié sorti en avril 1998. La version française a été éditée par Tonkam dans la collection « Frissons » en un tome sorti en septembre 2009.
Ce recueil fait partie de la « Itoh Junji Kyofu Manga Collection (伊藤潤二恐怖マンガＣｏｌｌｅｃｔｉｏｎ) », publié sous le no 7 au Japon et en France.

## Sommaire
La Femme limace (なめくじ少女, Namekuji no Shōjo)
Une jeune fille voit sa langue se transformer en limace.
L'Épave (漂着物, Hyōchaku Mono)
Un gigantesque monstre marin s'échoue sur une plage.
Moisissures (黴, Kabi)
Un homme prête sa maison à un chercheur en moisissures.
Frissons de froid (寒気, Kanki)
Une voisine mystérieuse a les bras troués.
L'Auberge (旅館, Ryokan)
Un aubergiste creuse profondément pour trouver une source d'eau chaude.
La Tuyauterie gémissante (うめく排水管, Umeku Haisuikan)
La tuyauterie fait des siennes chez une femme, maniaque de la propreté, et ses deux filles.
La Maison bio (バイオハウス, Bio House)
Une jeune femme est invitée par son patron pour un dîner très spécial.

## Publication
| no | Japonais       | Japonais       | Français         | Français          |
| no | Date de sortie | ISBN           | Date de sortie   | ISBN              |
| -- | -------------- | -------------- | ---------------- | ----------------- |
| 1  | 1er avril 1998 | 978-4257903192 | 9 septembre 2009 | 978-2-7595-0093-2 |

### Première parution
1. ↑  Nemuki no 21, 1994.
2. ↑  Nemuki no 26, 1995.
3. ↑  Histoires à dormir debout no 31, 1991.
4. ↑  Monthly Halloween, novembre 1991.
5. ↑  Monthly Halloween, décembre 1991.
6. ↑  Monthly Halloween, mai 1993.
7. ↑  Halloween Night, numéro spécial été 1987.

### Édition japonaise
Asahi Sonorama
1. 1 2  (ja) « Tome 1 », sur amazon.co.jp.

### Édition française
Tonkam
1. 1 2  (fr) « Tome 1 »(Archive.org • Wikiwix • Archive.is • Google • Que faire ?).